# Joseph Sun Zhibin
Joseph Sun Zhibin (* 4. April 1911; † 23. Oktober 2008) war katholischer Bischof der Apostolischen Präfektur Iduhsien.

## Leben
Joseph Sun Zhibin studierte ab 1923 am Priesterseminar und empfing 1939 die Priesterweihe. 1953 wurde er wegen seines Glaubens zu vier Jahre Gefängnis verurteilt und inhaftiert. Während der chinesischen Kulturrevolution war er Zwangsarbeiter in einer Schuhfabrik. Erst ab 1980 konnte er seine seelsorgerische Arbeit wieder aufnehmen. 
Joseph Sun Zhibin wurde am 24. April 1988 zum Bischof der Apostolischen Präfektur Iduhsien (Yiduxian) in der ostchinesischen Provinz Shandong ernannt. Er war Chinas ältester Bischof.
Am Requiem für Bischof Sun in der Kathedrale von Yidu haben am 29. Oktober 2008 auch Vertreter der örtlichen Behörden teilgenommen.